# Hakan Keleş
Hakan Keleş (* 8. Januar 1972 in Sakarya) ist ein ehemaliger türkischer Fußballspieler und aktuell -trainer. Aufgrund seiner langjährigen Tätigkeit für MKE Ankaragücü wird er stark mit diesem Klub assoziiert und wird von Vereins- und Fanseiten als einer der wichtigsten Spieler der Vereinsgeschichte angesehen.

## Spielerkarriere
Keleş begann seine Profikarriere 1993 beim Drittligisten Edirnespor. Hier etablierte er sich schnell als Stammspieler und trug mit seinen 15 Toren in 24 Ligaspielen dazu bei, dass sein Verein die Saison 1993/94 als Meister beendete und den Aufstieg in die 2. türkische Liga erreichte. Nach dieser erfolgreichen Saison wurde er im Sommer 1994 vom Erstligisten Bursaspor verpflichtet. Hier spielte er zwei Spielzeiten lang und wechselte anschließend innerhalb der Liga zum Aufsteiger Ankara Şekerspor. Obwohl seine Mannschaft von Saisonbeginn an gegen den Abstieg spielte, etablierte sich Keleş auf Anhieb als Leistungsträger und war mit 10 Ligatoren einer der erfolgreichsten Spieler  der Erstligasaison 1997/98.
Nach dem verfehlten Klassenerhalt mit Şekerspor wechselte Keleş zum Stadt- und Ligarivalen MKE Ankaragücü, jenem Verein, bei dem er die erfolgreichste Zeit seiner Karriere verbringen sollte. Hier etablierte Keleş auf Anhieb als Stammspieler und Leistungsträger, spielte aber in seinen ersten beiden Spielzeiten bei den Hauptstädtern eher gegen den Abstieg. Er bildete bei diesem Klub mit Tarık Daşgün, Cafer Aydın, Faruk Namdar und Ohene Kennedy ein erfolgreiches Offensivgespann. Für die neue Saison verpflichtete Keleş' Verein mit Ersun Yanal einen neuen Trainer, mit dem der Klub nach fast 20 Jahren wieder im oberen Tabellenviertel mitwirken sollte. Unter diesem Trainer behielt Keleş seine Stellung als Stammspieler. Sein Klub beendete die Saison 2000/01 auf dem 6. Tabellenplatz und erzielte damit die beste Erstligaplatzierung seit zwölf Jahren. In der darauffolgenden Saison trug Keleş dazu bei, dass sein Verein seine Vorjahresleistung steigerte, mit dem 4. Tabellenplatz die beste Erstligaplatzierung seit 17 Jahren erzielte und sich für den UEFA-Pokal qualifizierte. Nach Yanals Weggang zum Saisonende begann zwar Keleş mit seinem Verein wieder eher gegen den Abstieg zu spielen, er selbst behielt aber bis zu seinem eigenen Abschied zum Januar 2005 seinen Stammplatz und trug auch phasenweise die Kapitänsbinde.
Im Januar 2008 wechselte er zum Zweitligisten Antalyaspor. Auch hier etablierte er sich schnell als Leistungsträger und erreichte zum Ende der Saison 2005/06 mit seinem Klub die Vizemeisterschaft und damit den direkten Aufstieg in die Süper Lig. Nach diesem Aufstieg erhielt er keine Vertragsverlängerung und wechselte zur neuen Saison zum Zweitligisten Çanakkale Dardanelspor. Hier spielte er zwei Spielzeiten lang und beendete anschließend seine Karriere.

## Trainerkarriere
Nach dem Ende seiner Spielerkarriere entschied sich Keleş für eine Laufbahn als Trainer und betreute als erste Tätigkeit 2008 die U-15-Mannschaft von MKE Ankaragücü. Anschließend führte er die gleiche Tätigkeit bei Giresunspor aus. Im Dezember 2011 arbeitete er beim kriselnden Erstligisten MKE Ankaragücü als Co-Trainer und assistierte seinem langjährigen Teamkameraden Hakan Kutlu, mit dem er seine gesamt Zeit bei Ankaragücü zusammen gespielt hatte.
2012 begann er zum ersten Mal als Cheftrainer zu arbeiten und betreute den Amateurklub Tatvan Gençlerbirliği Spor. 2014 trainierte er diesen Verein ein weiteres Mal. Anschließend folgten Co-Trainertätigkeiten bei den Vereinen Gaziantep Büyükşehir Belediyespor, Bucaspor und Mersin İdman Yurdu.
Im November 2017 übernahm er die Reservemannschaft des Erstligisten Sivasspor, die U-21-Mannschaft. Zur neuen Saison wurde er zum Co-Trainer der Profimannschaft befördert und assistierte dabei Tamer Tuna. Nach Tunas Entlassung im November 2018 wurde er zum Cheftrainer befördert und trainierte damit zum ersten Mal in seiner Karriere eine Profimannschaft als Cheftrainer. Da er die notwendige Trainerlizenz nicht besitzt, wurde er weiterhin als Co-Trainer geführt, während sein eigentlicher Co-Trainer Ersel Uzğur als offizieller Cheftrainer geführt wird.

## Erfolge
Mit Edirnespor
- Meister der TFF 2. Lig und Aufstieg in die TFF 1. Lig: 1993/94

Mit MKE Ankaragücü
- Vierter der Süper Lig: 2000/01

Mit Antalyaspor
- Vizemeister der TFF 1. Lig und Aufstieg in die Süper Lig: 2005/06